# А-40 (Летящият танк)
А-40 („Летящият танк“, „Танкови криле“) е летателен апарат, хибрид между планер и танк, създаден от Олег Антонов на базата на лекия танк Т-60.
В друг източник е наречен „Танкови криле – 60“ (КТ-60).

## История
Първоначално „Летящия танк“ е предложен за подкрепа на партизаните. Според идеята на създателите, крилата са се монтирали на Т-60, след което танкът е бил придвижван на буксир по въздух до района за кацане, отцепвал се е и след кацане бойната машина се е освобождавала от крилата и е била готова за използване от десантчиците. Върху планера е работено през периода декември 1941 – февруари 1943 г., когато танкът е свален от производство. От хибрида е била произведена една-единствена бройка през април 1942 г. в град Тюмен , в Завод № 241. Полетните изпитания са проведени от 7 август до 2 септември 1942 година край Москва от известния съветски пилот-планерист Сергей Анохин.

## Характеристики

### Технически характеристики
- Екипаж: 2
- Дължина на планера: 12 m
- Размах на крилата: 18 m
- Височина: няма данни
- Площ на крилете: 86 m2
- Специфично натоварване на крилото: 90 kg/m2
- Тегло на олекотения танк Т-60 с полезен товар: 5800 kg
- Пълно полетно тегло: 7800 kg
- Тегло на планера: 2000 kg
- Двигатели: ГАЗ-202 (70 к. с.) за придвижване по земята; във въздуха е теглен от самолет TB-3

### Летателни характеристики
Първият полет на „КТ“ се провжда на 2 септември 1942 г. Командир на самолета буксировач TB-3 с четири форсирани (970 к. с.) двигатели АМ-34РН, е бил Павел Арсениевич Еремеев, в миналото – конструктор на пилотируеми планери. Планерът е бил управляван от летеца изпитател от опитно-изпитателния полигон на въздушно-десантните войски на Червената армия, Сергей Николаевич Анохин. Поради голямото тегло и ниската обтекаемост на „КТ“, буксировката е проведена на близка до максималната мощност на двигателите на TB-3 със скорост от 130 км/ч. Въпреки това, скороподемността се е оказала недостатъчна – самолетът едва е достигнал височина от 40 метра.